# Sportpaleis Loezjniki
Sportpaleis Loezjniki, voorheen het Sportpaleis van het Centraal Leninstadion, is een sport- arena in Moskou, Rusland, en een deel van het Loezjniki Sports Complex. Het is gebouwd in 1956  en had oorspronkelijk een capaciteit van 13.700 toeschouwers. In het verleden werden er de wereld en Europese kampioenschappen in ijshockey, turnen, volleybal, basketbal, boksen en andere sporten gehouden.
Er werden meerdere wedstrijden gehouden tijdens het Summit Series ijshockey toernooi tussen de Sovjet-Unie en Canada in 1972 en was het een trefpunt voor turnen en judo evenementen op de Olympische Zomerspelen van 1980.
In 2002 kende de arena een grote verbouwing en de capaciteit werd verlaagd tot 11.500. De arena was gastheer van de Wereldkampioenschappen kunstschaatsen in 2005. De arena werd voornamelijk gebruikt voor ijshockey en als thuis arena van HC Dinamo Moskou. In 2000 verhuisde de club naar de Minor Arena.

## Opmerkelijke sportieve evenementen
- Spartakiade van de Volkeren van de Sovjet-Unie 1956, 1959, 1963, 1967, 1971 en 1979[2]
- EuroBasket 1965[2]
- WK IJshockey 1957, 1973, 1979 en 1986[2]
- Wereldkampioenschap basketbal vrouwen 1959[2]
- Goodwill Games 1986[2]
- Wereldkampioenschap volleybal mannen/Wereldkampioenschap volleybal vrouwen 1962[2]
- Wedstrijd 5-8 van de Canada-USSR ijshockey Summit Series 1972[2]
- Wedstrijd 5-8 van de serie tegen Canada 1974
- Europees kampioenschap zaalvoetbal 2001

## Opmerkelijke concerten
- Big Country - 1988
- Cannibal Corpse - 1993
- Scorpions - 1997
- Scooter - 2000
- Rammstein - 2001
- Kraftwerk - 2004
- Depeche Mode en The Bravery - 2006
- Muse - 2007
- Dream Theater, Nightwish - 2009
- Smokie - 2011
- Zemfira - 2013